# 장레이
장레이(중국어 간체자: 张磊, 정체자: 張磊, 병음: Zhāng Lěi, 1972년 ~ )는 중국의 기업인, 투자가, 자선가이다. 힐하우스 캐피털 그룹을 설립하고 해당 회사의 회장, 최고운용책임자를 역임했다.

## 생애
허난성 주마뎬시 출신이며 1990년부터 잡지 판매원으로 근무했다. 1994년에는 중국인민대학 재정금융학원에서 국제금융학과 학사 학위를 받았고 2002년에는 미국 예일 대학교에서 경영학과 석사, 국제관계학과 석사 학위를 받았다. 2005년에는 베이징에 투자 전문 기업인 힐하우스 캐피털 그룹을 설립하고 최고 경영자로 취임했다.
2010년에는 미국 예일 대학교 경영대학원에 888만 미국 달러를 기부하여 예일 대학교 역사상 가장 많은 금액을 기부했다. 2011년에는 중국인민대학에 가오리 연구원을 설립하고 가오리 연구원(高禮硏究院) 이사장, 중국인민대학 이사회 부회장을 역임했다. 가오리 연구원은 기업가 정신을 가진 복합적인 미래 리더를 양성하는 데에 주력하는 중국인민대학 산하 연구 기관이다.
2016년 6월에는 미국 예일 대학교 관리이사회 이사로 선임되면서 개교 315년 만에 처음으로 중국 출신 이사가 되었다. 2017년에는 중국인민대학에 3억 중국 위안을 기부하여 가오리 기금을 설립하는 한편 중국인민대학 개교 80주년 기념 행사에서 우수 학생 자격으로 강연회를 개최했다. 가오리 기금은 중국인민대학의 교육 사업 지원, 중국인민대학의 국제적인 영향력과 경쟁력 제고, 세계에 대한 넓은 시야를 가진 혁신적인 인재 양성을 위한 장기적인 자금을 지원하는 데에 주로 사용된다.